# Rauchhaupt (Adelsgeschlecht)

Wappen derer von Rauchhaupt

Rauchhaupt ist der Name eines alten sächsischen Adelsgeschlechts. Die Herren von Rauchhaupt gehören zum meißnischen Uradel im Saalekreis. Zweige der Familie bestehen bis heute.

## Geschichte

### Herkunft

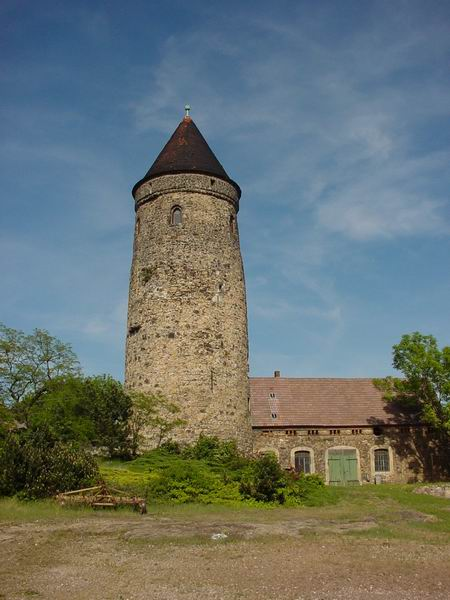
Schloss Hohenthurm, Bergfried

Erstmals urkundlich erwähnt wird das Geschlecht am 4. September 1308 mit Henricus dictus Ruchhoupt, mit dem auch die Stammreihe beginnt. Nach Valentin König beginnt die Stammreihe erst mit Heinrich von Rauchhaupt, dessen Sohn Hans 1430 das Gut Hohenthurm bei Halle an der Saale kaufte.

### Linien und Besitzungen
Im Laufe der Zeit gelangte die Familie auch mit Zweigen nach Braunschweig, Anhalt, in das Erzbistum Magdeburg und bis nach Franken. Besitzungen waren unter anderem Rosenfeld und Reideburg im kursächsischen Amt Delitzsch, Kossa, Pouch, Schköne, Röfen im Kurkreis und zu Sagisdorf, Hohenthurm und Trebnitz an der Saale im Magdeburgischen bei Halle.
Sie teilte sich in die Linien zu Brachstedt und Trebnitz. Der Begründer der ersten Linie war Albrecht Hildebrand von Rauchhaupt, Herr auf Landin in der Mark Brandenburg. Sein Sohn Rudolf von Rauchhaupt wurde königlich französischer Oberst und dessen Enkel Hildebrand von Rauchhaupt, Herr auf Landin, fürstlich lüneburger Hofmeister. Hildebrands Sohn Albrecht Vollrath von Rauchhaupt begab sich von der Mark Brandenburg nach Kursachsen und ließ sich in Torgau nieder. Albrecht Vollrath (II.), einer seiner Söhne und Herr auf Brachstedt, wurde um 1580 landgräflich hessischer Oberstleutnant. Er war der Vater von Hans Christoph von Rauchhaupt, Herr auf Brachstedt und herzoglich magdeburgischer Oberschenk, Stallmeister und Amtshauptmann zu Rothenburg, mit dessen Tod 1678 diese Linie erlosch.
Begründer der Linie zu Trebnitz war Simon von Rauchhaupt, erzbischöflich magdeburgischer Hofmarschall, der 1454 das Rittergut Trebnitz käuflich erwarb. Sein gleichnamiger Sohn wurde Amtshauptmann zu Giebichenstein. Seine Nachkommen waren unter anderem Vollrath von Rauchhaupt, Herr auf Trebnitz und Hohenthurm, und Hans Otto von Rauchhaupt, der um 1706 dänischer Oberst war, ebenso wie Rudolph Michael von Rauchhaupt, der 1718 starb.
Um diese Zeit lebte in Meißnischen ein kursächsischer Oberstleutnant von Rauchhaupt, dessen Sohn Johann Christoph in Grimma um 1724 spurlos verschwand.
Der 18-jährige Heinrich Gustav von Rauchhaupt war über drei Jahre auf der Festung Königstein wegen begangener Jugendfehler inhaftiert und wurde erst im Herbst 1767 entlassen.
Hans Christoph von Rauchhaupt, Herr auf Trebnitz, Hohenthurm und Nimberg, starb 1704 als hannoverischer Brigadegeneral. Er hinterließ vier Söhne. Sein vierter Sohn Vollrath Thimo von Rauchhaupt erhielt aus dem väterlichen Erbe das Gut Trebnitz. Zwei seiner Söhne dienten in der Preußischen Armee. Sein Enkel Franz Dietrich Wilhelm von Rauchhaupt (* 1757) war zu dieser Zeit der letzte männliche Nachkomme der Familie. Er diente als preußischer Major im Kürassierregiment „von Quitzow“, nahm seinen Abschied und starb 1805 zu Trebnitz. Aus seiner Ehe mit Henriette von Rohr stammen drei Töchter und vier Söhne. Die Töchter heirateten in die Familien von Werder, von Rohr und von Meyerinck. Seine Söhne traten alle in preußische Staats- und Militärdienste. Wilhelm von Rohr wurde preußischer Major und Herr auf Trebnitz. Er heiratete Caroline von Reiche. Louis von Rauchhaupt wurde 1837 preußischer Kapitän im 2. Garde-Regiment zu Fuß und heiratete Albertine von Alvensleben. Albert von Rauchhaupt war königlich preußischer Forstbeamter und Fedor von Rauchhaupt wurde 1837 Leutnant im preußischen Garde-Dragoner-Regiment.
Louis setzte den Stamm durch seine drei Söhne Hugo, Bruno und Werner fort und Albert durch seinen Sohn Vollrath. Mitte des 19. Jahrhunderts hatte die Familie auch Grundbesitz zu Queis bei Halle im Saalekreis sowie von 1884 bis 1928 auch Gut Eulenfeld in Eilenburg. In Franken gehörten die von Rauchhaupt bereits im 17. Jahrhundert zur Reichsritterschaft im Kanton Odenwald des Fränkischen Ritterkreises.
Das Geschlecht hält alle fünf Jahre Familientage ab.

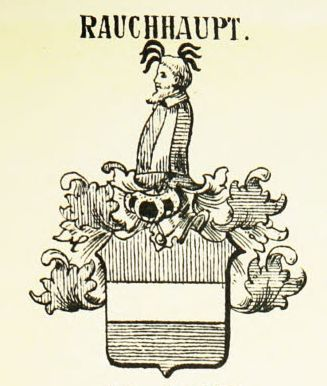
Wappen in Siebmachers Wappenbuch

## Wappen
Das Wappen ist von Rot, Silber und Blau geteilt. Auf dem Helm mit rot-silber-blauen Helmdecken ein vorwärts gekehrtes Manneshaupt mit Helmkappe, die mit sieben bis zehn Hahnenfedern besteckt ist.

## Bekannte Familienmitglieder (chronologisch)

Wilhelm von Rauchhaupt (1828–1894)

- Eleonore Wilhelmine von Rauchhaupt (1754–1832) verheiratet mit Heinrich von Wedel (1784–1861), preußischer General der Kavallerie
- Hugo von Rauchhaupt (1824–1896), preußischer Generalleutnant
- Timon von Rauchhaupt (1827–1888), preußischer Generalmajor
- Wilhelm von Rauchhaupt (1828–1894), preußischer Politiker und Rittergutsbesitzer
- Hermann von Rauchhaupt (1838–1891), preußischer Generalmajor
- Friedrich Wilhelm von Rauchhaupt (1881–1989), deutscher Rechtswissenschaftler, Ehrenkommendator des Johanniterordens[4]
- Wilhelm Volrad von Rauchhaupt (1895–1969), Oberst[5] Ehrenkommendator des Johanniterordens[6]
- Ulf von Rauchhaupt (* 1964), deutscher Wissenschaftsjournalist